# ميكاييل ريشاردسون
ميكاييل ريشاردسون (بالإنجليزية: Michael Richardson)‏ (17 مارس 1992 - ) هو لاعب كرة قدم بريطاني في مركز الوسط. لعب مع نادي أكرينغتون ستانلي ونادي غيلينغهام ونيوكاسل يونايتد ونادي بليث سبارتانز ونادي ليتون أورينت.